# Процесна теологија
Процесна теологија је врста теологије која се развила из процесне филозофије Алфреда Норта Вајтхеда (1861–1947), али највише од Чарлса Хартсорна (1897–2000), Џона Б. Коба (р. 1925) и Јуџина Х. Питерса (1929- 1983). Процесна теологија и процесна филозофија се заједнички називају „процесна мисао“.
Теологија процеса је заснована на филозофији да је једини апсолут који постоји у свету промена, тако да се и Бог непрестано мења. Као таква она пориче и божанство Исуса Христа, сматрајући да Исус суштински не може да се разликује од било ког другог људског бића.
И за Вајтхеда и за Хартсорна, суштински атрибут Бога је да утиче на временске процесе и да на њега утичу, супротно облицима теизма који сматрају да је Бог у сваком погледу невремен (вечан), непроменљив и непролазнан. Процесна теологија не пориче да је Бог у неким аспектима вечан (никада неће умрети), непроменљив (у смислу да је Бог непроменљиво добар) и непроменљив (у смислу да стварност не утиче на Божји вечни аспект), али је у супротности од класичног гледишта инсистирањем да је Бог у неким аспектима привремен, променљив и пролазан.
Према Кобу, "теологија процеса се може односити на све облике теологије који наглашавају догађај, појаву или превладавање суштине. У овом смислу теологија на коју је утицао Г.Ф. Хегел је теологија процеса једнако као и она под утицајем Вајтхеда. Ова употреба термина скреће пажњу на афинитете између ових иначе сасвим различитих традиција.“ Такође, Пјер Тејар де Шарден може бити укључен међу процесне теологе, чак и ако се генерално схватају као да се односе на Вајтхедијевску/Хартшорнеанску школу, где настављају да буду сталне дебате унутар поља о природи Бога, односу Бога и света и бесмртности.

## Историја
Различите теолошке и филозофске аспекте проширили су и развили Чарлс Хартсхорн (1897–2000), Џон Б. Коб, Еуген Х. Петерс и Давид Раи Грифин. Карактеристика теологије процеса коју је сваки од ових мислилаца делио је одбацивање метафизике која даје предност „бити“ над „постајањем“, посебно Аристотела и Томе Аквинског. Хартсхорн је био под дубоким утицајем француског филозофа Жила Лекијеа и швајцарског филозофа Шарла Секретана који су вероватно били први који су тврдили да је у Богу слобода постајања изнад његове супстанцијалности.
Процесна теологија је убрзо утицала на бројне јеврејске теологе укључујући рабине Макса Кадушина, Милтона Стајнберга, Левија А. Олана, Харија Сломинског и, у мањој мери, Абрахама Џошуу Хешела. Савремени јеврејски теолози који заговарају неки облик теологије процеса су Бредли Шавит Артсон, Лоренс А. Ингландер, Вилијам Е. Кауфман, Харолд Кушнер, Енсон Лејтнер, Мајкл Лернер, Гилберт С. Розентал, Лоренс Тростер, Доналд Б. Рософ, Буртон Миндицк и Нахум Вард.

## Однос према теологији ослобођења
Хенри Јанг комбинује црначку теологију и процесну теологију у својој књизи Нада у процесу. Јанг тражи модел за америчко друштво који превазилази алтернативе интеграције црнаца у бело друштво и црначке одвојености. Он сматра корисним модел процеса да многи постају једно. Овде је једно нова стварност која настаје из дискретних доприноса многих, а не асимилације многих са већ успостављеном.
Моника Колман је комбиновала феминистичку теологију и процесну теологију у својој књизи Прављење пута ван пута. У њој она тврди да су 'излажење без пута' и 'креативна трансформација' комплементарни увиди из одговарајућих теолошких традиција. Она је један од многих теолога који се идентификују и као теолог процеса и као феминистички/женски/екофеминистички теолог, што укључује особе као што су Сели Мекфејг, Розмари Радфорд Рутер и Марџори Хјуит Сучоцки.
Ц. Роберт Месли, у својој књизи Процесна теологија, истиче три аспекта процесне теологије ослобођења:
- Постоји релациони карактер према божанском који омогућава Богу да искуси и радост и патњу човечанства. Бог пати као и они који доживљавају угњетавање и Бог настоји да оствари све позитивне и лепе потенцијале. Бог, дакле, мора бити солидаран са потлаченима и такође мора радити на њиховом ослобођењу.
- Бог није свемоћан у класичном смислу и стога Бог не пружа подршку за статус кво, већ радије тражи остварење већег добра.
- Бог врши моћ односа, а не једнострану контролу. На овај начин Бог не може тренутно да оконча зло и угњетавање у свету. Бог ради на релацијске начине како би помогао људима да доведу до ослобођења.

## Дебата о схватању Божје силе у теологији процеса
Критика процесне теологије је да она нуди сувише умањену концепцију Божје моћи. Теолози процеса тврде да Бог нема једнострану, принудну контролу над свиме у универзуму. У теологији процеса, Бог не може надјачати слободу особе, нити чинити чуда која крше законе природе, нити изводити физичке радње као што су изазивање или заустављање поплаве или лавине. Критичари тврде да ова концепција умањује божанску моћ до тог степена да се Бог више не обожава.
Одговор теологије процеса на ову критику је да традиционална хришћанска концепција Бога заправо није обожавана оваква каква је и да традиционална представа о Божјој свемоћи нема смисла.
Прво, моћ је концепт односа. Не врши се у вакууму, већ увек од неког ентитета А над неким другим ентитетом Б. Као таква, моћ захтева анализу како бића које врши моћ, тако и бића да се та моћ врши. Претпоставити да ентитет А (у овом случају Бог), увек може успешно да контролише било који други ентитет Б значи, у ствари, рећи да Б не постоји као слободно и индивидуално биће у било ком значајном смислу, пошто не постоји могућност његовог отпора А ако А одлучи да покрене питање.
Имајући на уму ово, процесна теологија прави неколико важних разлика између различитих врста моћи. Прва разлика је између „принудне“ моћи и моћи „убеђивања“. Моћ принуде је врста коју једно физичко тело примењује над другим, као што је једна билијарска лоптица која удара другу, или једна рука изврће другу. Беживотна тела (као што су лоптице за билијар) уопште не могу да се одупру таквим применама физичке силе, а чак и жива тела (као што су руке) могу да се одупру само до сада и могу бити принудно савладана. Док коначна, физичка створења могу вршити принудну моћ једно над другим на овај начин, Бог – без физичког тела – не може (не само неће) вршити принудну контролу над светом.
Али теолози процеса тврде да је моћ принуде заправо секундарни или изведени облик моћи, док је убеђивање примарни облик Чак је и чин самопокретања (на пример руке) пример убедљиве моћи. Рука можда неће радити на начин на који особа жели - може бити сломљена, заспала или на други начин неспособна да изврши жељену радњу. Тек након што је убедљиви чин самопокретања успешан, ентитет може чак почети да врши принудну контролу над другим коначним физичким телима. Али никаква количина принудне контроле не може променити слободне одлуке других субјеката; то може само убеђивање.
На пример, детету је родитељ рекао да мора да иде у кревет. Дете, као самосвесна индивидуа која одлучује, увек може да донесе одлуку да не иде у кревет. Родитељ тада може да одговори тако што ће покупити дете и однети га у своју собу, али ништа не може натерати дете да промени своју одлуку да се одупре наредби родитеља. Само тело детета може бити принудно контролисано од стране тела физички јачег родитеља; слободна воља детета остаје нетакнута. Док теолози процеса тврде да Бог нема моћ принуде, они такође тврде да Бог има врховну моћ убеђивања, да Бог увек утиче/убеђује нас да изаберемо добро.
Аргумент процеса је, дакле, да они који се држе идеје о принудној свемоћи Бога бране моћ ради моћи, што би изгледало нескладно са животом Исуса, за кога хришћани верују да је умро за грехе човечанства, а не да сруши Римско царство. Грифин тврди да заправо Бог чија је свемоћ дефинисана на „традиционалан“ начин није обожаван.
Још једна друга разлика коју теолози праве је између идеје „једностране“ моћи наспрам „релационе“ моћи. Једнострана моћ је моћ краља (или тачније, тиранина) који жели да врши контролу над својим поданицима, а да они на њега не утичу. Међутим, већина људи би се сложила да је владар који није промењен нити погођен радостима и тугама његових поданика заправо одвратан владар и психопата. Теолози процеса стога наглашавају да је Божја моћ у односу; уместо да га свет не утиче и непромењен, Бог је биће на које највише утиче свако друго биће у универзуму.
Сумирајући, дакле, теолози процеса тврде да њихова концепција Божје моћи не умањује Бога, већ управо супротно. Уместо да гледају на Бога као на онога који једнострано приморава друга бића, суди и кажњава их, и на њега потпуно не утичу радости и туге других, теолози процеса виде Бога као онога који убеђује универзум на љубав и мир, на њега највише утичу чак и најмању радост и најмању тугу, и у стању је да воли сва бића упркос најгнуснијим делима која могу да почине. Бог је, како каже Вајтхед, „сапатник који разуме“.